# Phrygile gris-de-plomb
Geospizopsis unicolor
Pour les articles homonymes, voir Phrygile.
Espèce
Statut de conservation UICN

 LC  : Préoccupation mineure
Le Phrygile gris-de-plomb (Geospizopsis unicolor) est une espèce de passereaux appartenant à la famille des Thraupidae.

## Répartition
Cet oiseau vit à travers la totalité de la cordillère des Andes, ainsi que la sierra Nevada de Santa Marta.